# Ecografia transvaginale
L'ecografia transvaginale è un sistema di indagine diagnostica spesso utilizzato in ginecologia ed ostetricia. Rispetto all'ecografia pelvica trans-addominale (nella quale la sonda ecografica viene appoggiata sull'addome inferiore) permette una migliore visualizzazione di utero, endometrio, cervice uterina, tube di Falloppio, ovaie e dello spazio parauterino, comprensivo delle logge parieto-coliche e del cavo del Douglas.

## Metodica
L'ecografia transvaginale viene considerata una metodica invasiva; differente dall'ecografia tradizionale transaddominale, la sonda viene posizionata all'interno della vagina. Tale sonda, rivestita con materiale monouso e di piccole dimensioni (poco più di 1 cm di diametro), viene inserita in vagina con l'ausilio del gel per ultrasonografia, consentendo un ingresso agevole ed indolore. L'ecografia transvaginale viene effettuata dal medico ginecologo o da altro personale medico competente; la paziente viene invitata ad urinare prima dell'esame e, una volta a vescica vuota, viene fatta distendere in un lettino per esami in posizione ginecologica. L'esame si completa in pochi minuti se non sono necessarie ulteriori indagini.

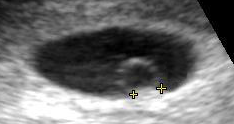
Camera gestazionale di 3 mm (feto di 3 settimane) in immagine ecografica transvaginale. È ben visibile il sacco vitellino.

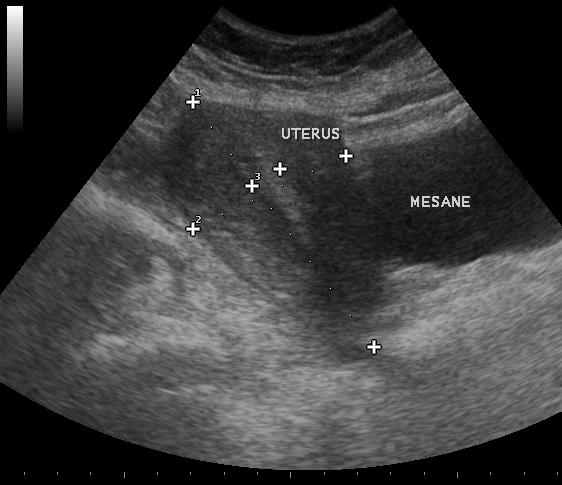
Utero e miometrio in immagine ecografica transvaginale.

## Razionale
L'ecografia transvaginale viene effettuata in tre casi:
- Sospetto di patologie riguardanti l'apparato genitale femminile

- Visualizzazione precoce della camera gestazionale nelle pazienti con sospetta gravidanza

- Valutazione ostetrica della lunghezza cervicale e valutazione dell'eventuale funneling

Il potere risolutivo dell'ecografia transvaginale permette l'osservazione e la misurazione di diversi condizioni patologiche tra cui:
- Iperplasia endometriale

- Leiomiomatosi uterina

- Adenomiosi ed endometriosi

- Masse ovariche ed altre condizioni patologiche degli annessi (es: cisti, PCOS...)

- Ascessi o processi infettivi localizzati

- Neoplasie cervico-endometriali

- Polipi endometriali o cervicali

- Gravidanza extrauterina